# Bogusław Gdowski

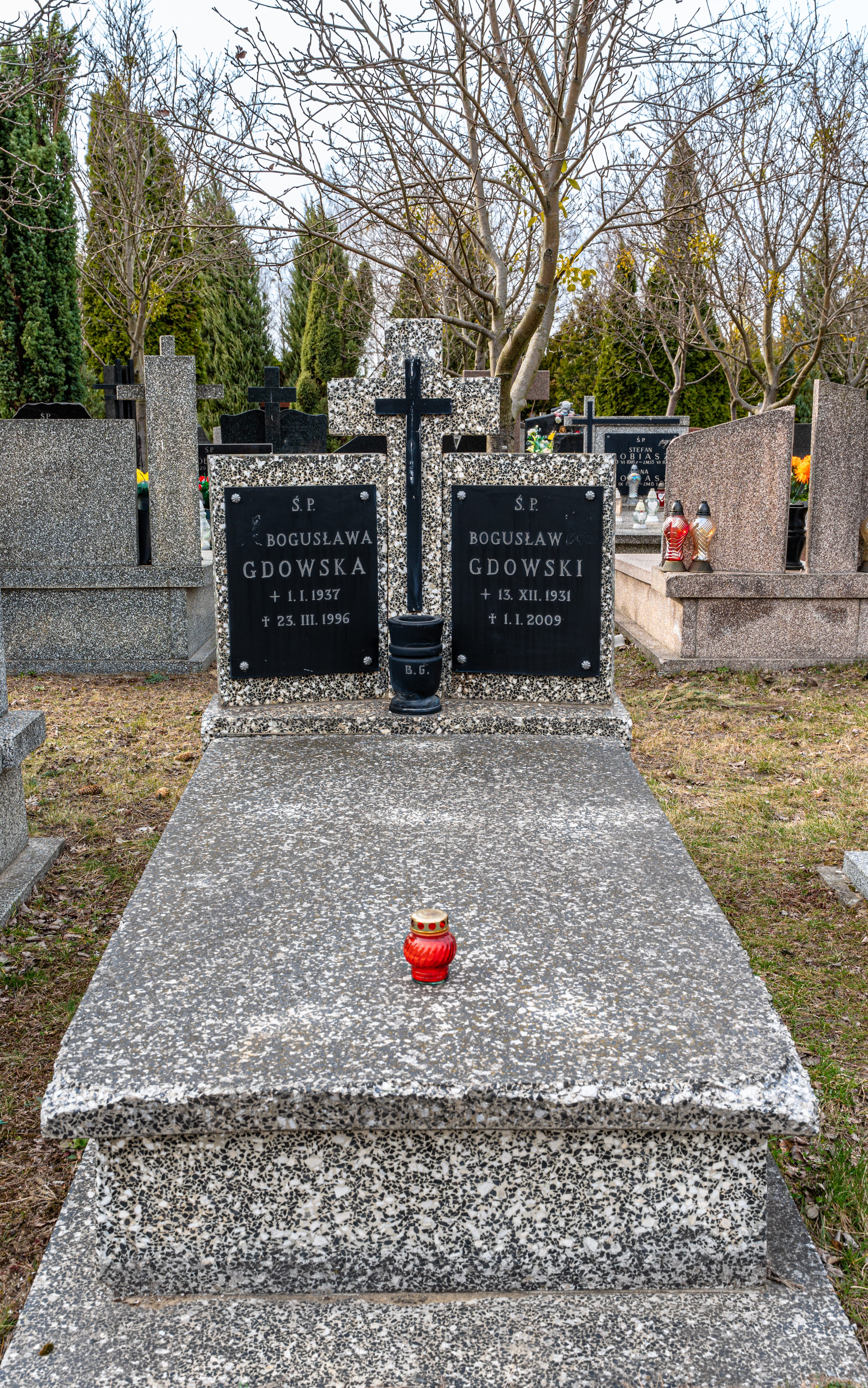
Grób Bogusława Gdowskiego na cmentarzu komunalnym Północnym w Warszawie

Bogusław Gdowski (ur. 11 grudnia 1931, zm. 1 stycznia 2009) – polski matematyk, doktor habilitowany, specjalista w dziedzinie kartografii matematycznej i zastosowania matematyki, profesor Politechniki Warszawskiej, wieloletni kierownik Zakładu Metod Geometrycznych w Technice, autor i współautor podręczników i zbiorów zadań dla uczniów szkół wyższych i średnich. 

## Kariera zawodowa
Równolegle do pracy na Politechnice Warszawskiej w latach 1957–1970 pracował jako nauczyciel matematyki w Prywatnym Liceum Ogólnokształcącym Stowarzyszenia PAX. Prowadził wielu laureatów Krajowej Olimpiady Matematycznej. W roku 1970 w uznaniu zasług otrzymał specjalny medal Komitetu Głównego Olimpiady Matematycznej, co cenił bardziej niż otrzymane odznaczenia państwowe.
We współpracy z pracownikami Instytutu Fotogrametrii i Kartografii Politechniki Warszawskiej opracował szereg zagadnień teoretycznych i praktycznych z kartografii matematycznej, m.in. specjalne odwzorowanie kartograficzne, na podstawie którego są produkowane mapy topograficzne dla całego obszaru Polski. To opracowanie otrzymało państwową nagrodę Ministra Infrastruktury w 2002 roku.
Pochowany 15 stycznia 2009 na cmentarzu komunalnym Północnym w Warszawie (kw. S-IV, 15-1-7). 

## Odznaczenia
- Medal Specjalny Komitetu Głównego Olimpiady Matematycznej
- Krzyż Kawalerski Orderu Odrodzenia Polski
- Złoty Krzyż Zasługi
- Medal Komisji Edukacji Narodowej

## Wybrana bibliografia autorska
Około 40 publikacji naukowych i dydaktycznych, najbardziej znane:
- „Zbiór zadań z matematyki dla kandydatów na wyższe uczelnie” (Wydawnictwa Naukowo-Techniczne, Warszawa, 1971 r. – 18 wydań, łącznie ponad pół miliona egzemplarzy)
- „Elementy geometrii różniczkowej z zadaniami” (Oficyna Wydawnicza Politechniki Warszawskiej, Warszawa, 1978 r.)